# Missione segreta (film 1944)
Missione segreta (Thirty Seconds Over Tokyo) è un film del 1944 diretto da Mervyn LeRoy.
Nel 1944 il National Board of Review of Motion Pictures l'ha inserito nella lista dei migliori dieci film dell'anno.

## Trama
È la storia della prima incursione aerea su Tokyo effettuata con bombardieri medi B-25 Mitchell, fatti decollare per la prima volta da una portaerei e fatti atterrare poi nella Cina nazionalista. 
Subito dopo l’attacco a Pearl Harbor, il tenente colonnello dell’aeronautica americana James Doolittle raduna 24 bombardieri medi B-25 Mitchell e seleziona equipaggi volontari per una pericolosa missione segreta. Tra i piloti c’è il capitano Ted Lawson, il cui equipaggio comprende il co-pilota tenente Dean Davenport, il navigatore tenente Charles McClure, il bombardiere tenente Bob Clever e il mitragliere-meccanico caporale David Thatcher. I cinque uomini si addestrano duramente a Eglin Field, in Florida, dove imparano a decollare su una pista di soli 150 metri, senza conoscere ancora l’obiettivo della loro missione.
Intanto, Ellen, la giovane moglie di Lawson, incinta e profondamente innamorata, raggiunge il marito a Eglin. Nonostante il pericolo, la coppia non prende mai in considerazione l’idea di separarsi. La tensione cresce quando i velivoli vengono trasferiti sulla portaerei USS Hornet, da cui decolleranno per bombardare il Giappone. Doolittle, sempre più enigmatico e determinato, rivela finalmente il piano: colpire Tokyo, Yokohama, Osaka, Kobe e Nagoya, per poi cercare rifugio in zone controllate dai nazionalisti cinesi. La missione prende il via prima del previsto a causa dell’avvistamento di navi nemiche. Gli aerei decollano uno dopo l’altro, sorvolando il Pacifico a bassa quota. Il “Ruptured Duck”, così ribattezzato l’aereo di Lawson, è il settimo a partire. Nonostante i colpi della contraerea, riesce a completare il bombardamento. Tuttavia, il carburante scarseggia e, mentre si avvicinano alla costa cinese, l’aereo si schianta nella notte e sotto la pioggia. L’intero equipaggio è gravemente ferito, tranne Thatcher. Lawson subisce una profonda ferita alla gamba, mentre McClure ha entrambe le spalle rotte. 
Soccorsi da guerriglieri cinesi, gli aviatori affrontano un difficile viaggio attraverso territorio nemico. Lawson, ormai febbricitante e in preda al delirio, sogna Ellen. Vengono accolti in un villaggio con una struttura della Croce Rossa, dove il giovane dottor Chung li prende in carico. Nonostante le difficoltà, riescono a essere condotti all’ospedale del padre, il dottor Chung, dove il tenente “Doc” White affronta un delicatissimo intervento chirurgico. Il bombardamento in sé non causò danni significativi alle infrastrutture giapponesi, ma ebbe un impatto strategico fondamentale: costrinse i Giapponesi a rivedere i loro piani. Il timore di ulteriori attacchi sul territorio nazionale spinse l’Impero giapponese ad abbandonare una posizione difensiva e a cercare lo scontro diretto con le forze americane in battaglie aeronavali nel Pacifico. Questa nuova strategia, mirata a distruggere le basi avanzate e le portaerei statunitensi, culminò nella celebre battaglia delle Midway, punto di svolta cruciale nella guerra del Pacifico.

## Produzione
Sam Zimbalist fu produttore del film per la MGM, che volle  per il progetto più ambizioso dell'anno una rappresentazione realistica e accurata dei raid aerei, utilizzando anche sequenze di filmati reali effettuati durante la guerra. Le riprese principali ebbero luogo tra febbraio e giugno 1944 a Hurlburt Field e a Peel Field vicino a Mary Esther (Florida), e ad Eglin Field, che è realmente la base dove si addestrarono i Doolittle Raiders). Furono utilizzati velivoli B-25C e B-25D (molto simili ai B-25B Mitchell usati nel 1942). 
Poiché per le riprese non era disponibile una portaerei (la stessa Hornet era stata affondata nell'ottobre 1942 nella Battaglia delle isole Santa Cruz), le sequenze furono realizzate montando insieme riprese in studio con riprese da cinegiornali d'epoca. Lo stesso Dean Davenport fu utilizzato sia come consulente tecnico, sia come stunt in quanto pilota. Le scene in cui decolla con un B-25 dalla portaerei furono girate da un molo a Santa Monica.
Il film fu la grande occasione di Van Johnson, che recitava per la prima volta in un ruolo drammatico importante. Spencer Tracy accettò la più modesta parte di Doolittle solo dopo le insistenze dello stesso regista, che gli fece notare come lui fosse l'unico attore in grado di rendere onore al celebre colonnello.

## Distribuzione
Il film fu presentato in prima a New York il 15 novembre 1944.

## Curiosità
Alcune sequenze sono state sfruttate per la scena iniziale del film La battaglia di Midway.